# Jenny Bae
Jenny Bae (hangeul : 배영란, née en 1980) est une violoniste sud-coréenne. Elle joue à l'échelle internationale depuis plus d'une décennie. Elle a joué en tant qu'invitée pour des musiciens tels que Luciano Pavarotti, Eric Clapton, Lionel Richie, Andrea Bocelli, Plácido Domingo et Zucchero,.

## Vie privée
Bae est née en Corée du Sud. Sa famille déménage aux États-Unis quand elle a 12 ans. À 16 ans, ses talents de violoniste ont attiré l'œil de Dorothy DeLay. Bae est allé à la Juilliard School de New York de 1999 jusqu'à 2002.

## Carrière
En 2000, Bae exécute une performance dans sa ville natale qui est Séoul en Corée du Sud à l'occasion du concert de paix avec Luciano Pavarotti qui a rassemblé une audience de 90 000 personnes. Elle a également joué au Rheingau Musik Festival avec le Philharmonique de Pologne et a continué la tournée avec le Philharmonique de la Pologne jusqu'en Allemagne en 2001.
En 2007, en tant qu'Ambassadrice de la Croix Rouge, il a été demandé à Bae de tenir un discours aux Nations unies pour accueillir le sud-coréen Ban Ki-Moon à son poste de Secrétaire général. En 2007 et 2008, elle fut invitée par le Sommet des Prix Nobels de la Paix à Rome où elle a joué en face de personnalités telles que Mikhail Gorbachev, George Clooney et Peter Gabriel. En 2008, en tant qu'ambassadrice de la Croix Rouge en Asie, elle est allée en Corée du Sud et en Corée du Nord pour jouer devant les chefs d'État des deux pays. Elle était la première sud-coréenne à jouer avec la symphonie nord-coréenne dans le but de lever des fonds pour construire des hôpitaux en Corée du Nord.
En 2012, elle a participé aux Prix Billboard de musique latine pendant la performance de Don Omar avec Akon et a travaillé avec Maria Torres, la directrice artistique du spectacle[réf. nécessaire].

## Discographie
- Zu & Co live at the Royal Albert Hall (2004)
- Buddha Bar XIII (2011)